# Kunčani
Kunčani is een plaats in de gemeente Ozalj in de Kroatische provincie Karlovac. De plaats telt 0 inwoners (2001).